# آي غوت أ بوي (أغنية)

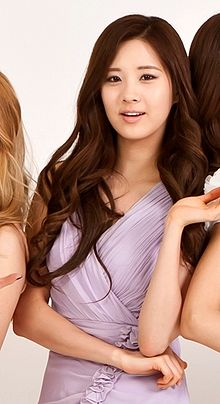

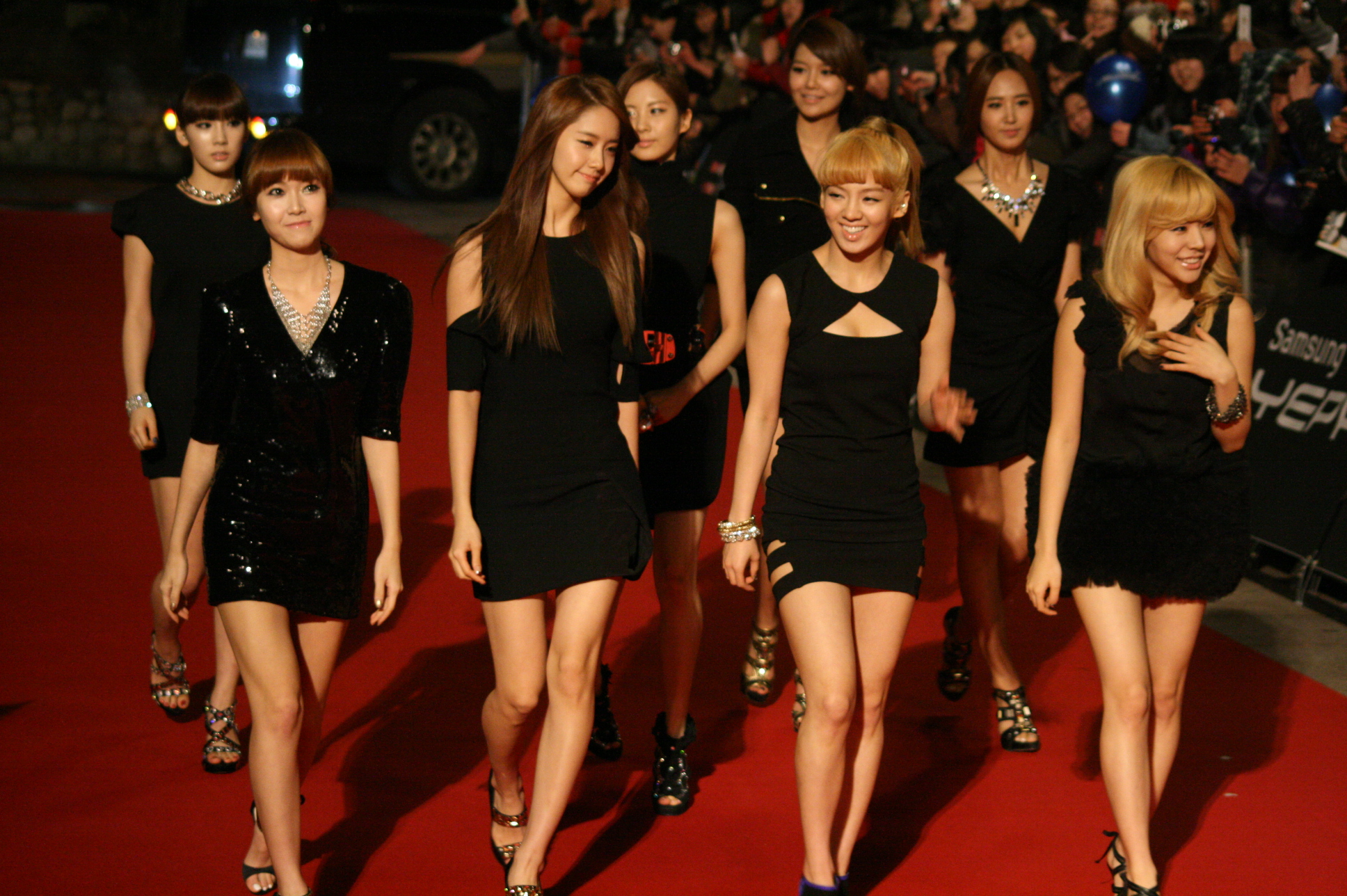

هي أغنية للفرقة الغنائية جيرلز جينيريشن أخرجت في 2013 و تحصلت الفيديو الرسمية في موقع يوتوب على أكثر من 82 مليون مشاهدة لغاية جانفي 2014 
كانت هذه العودة بعد غياب عن الساحة الكورية لمدة عام ، مما رشح الأغنية للفوز بجائزة youtube music award 
وكن هن أول فتيات كورية يحصلن على هذه الجائزة الأولى من نوعها .
أيضا هذه الأغنية صنفتها جريدة تايم (مجلة) الأمريكية من الاغني التي ينصح بسماعها لهذه السنة 
أيضا باعت هذه الأغنية مايعادل أكثر من 300 الف في كوريا فقط حسب تصنيف مخططات مثل gaon
وكانت هي الأعلى مبيعا في فرق الفتيات ، أيضا هذه الأغنية رشحت لجوائز عديدة 
واكتسبن الفتيات الكثير من الشهر من ورائها وذلك بسبب تعدد الالحان الذي كان نوعا فريدا من الموسيقى في الk-pop